# Kenta Nishioka
Kenta Nishioka (西岡 謙太 Nishioka Kenta?, nacido el 15 de abril de 1987 en Ehime) es un futbolista japonés que se desempeña como centrocampista.

## Trayectoria

### Clubes
| Club                | País      | Año         |
| ------------------- | --------- | ----------- |
| Mito HollyHock      | Japón     | 2010 - 2014 |
| Angthong FC         | Tailandia | 2015 - 2016 |
| Kagoshima United FC | Japón     | 2016 -      |

## Estadística de carrera

### J. League
| Club                | Año   | J. League | J. League | Copa J. League | Copa J. League | Total | Total |
| Club                | Año   | Part.     | Goles     | Part.          | Goles          | Part. | Goles |
| ------------------- | ----- | --------- | --------- | -------------- | -------------- | ----- | ----- |
| Mito HollyHock      | 2010  | 18        | 0         | -              | -              | 18    | 0     |
| Mito HollyHock      | 2011  | 38        | 0         | -              | -              | 38    | 0     |
| Mito HollyHock      | 2012  | 35        | 2         | -              | -              | 35    | 2     |
| Mito HollyHock      | 2013  | 37        | 2         | -              | -              | 37    | 2     |
| Mito HollyHock      | 2014  | 21        | 1         | -              | -              | 21    | 1     |
| Kagoshima United FC | 2016  | 4         | 0         | -              | -              | 4     | 0     |
| Kagoshima United FC | 2017  | 9         | 0         | -              | -              | 9     | 0     |
| Total               | Total | 162       | 5         | 0              | 0              | 162   | 5     |